# Demi-Quartier
Demi-Quartier è un comune francese di 1 029 abitanti situato nel dipartimento dell'Alta Savoia della regione dell'Alvernia-Rodano-Alpi.

## Società

### Evoluzione demografica
Abitanti censiti